# استان اسپینار
استان اسپینار (به اسپانیایی: Provincia de Espinar) یک استان در پرو است که در منطقه کوسکو واقع شده‌است. استان اسپینار ۵٬۳۱۱٫۰۹ کیلومتر مربع مساحت و ۶۶٬۹۰۸ نفر جمعیت دارد.